# Campeonato Asiático de Atletismo de 2019 - 3000 m com obstáculos feminino
A prova dos 3000 metros com obstáculos feminino do Campeonato Asiático de Atletismo de 2019 foi disputada no dia 23 de abril de 2019 no Estádio Internacional Khalifa em Doha, no Catar. 

## Recordes
Antes desta competição, os recordes mundiais e do campeonato nesta prova eram os seguintes:
|                       | Nome               | Nacionalidade | Tempo     | Local       | Data                 |
| --------------------- | ------------------ | ------------- | --------- | ----------- | -------------------- |
| Recorde mundial       | Beatrice Chepkoech | Quênia        | 8m 44s 32 | Fontvieile  | 20 de julho de 2018  |
| Recorde do campeonato | Lalita Babar       | Índia         | 9m 34s 13 | Wuhan       | 6 de julho de 2015   |
| Recorde asiático      | Ruth Jebet         | Bahrein       | 8m 52s 78 | Saint-Denis | 27 de agosto de 2016 |

## Medalhistas
| Ouro                      | Prata                 | Bronze              |
| Winfred Mutile Yavi (BHR) | Xu Shuangshuang (CHN) | Tigest Getent (BHR) |

## Cronograma
Todos os horários são locais (UTC+3)
| Data        | Hora  | Evento |
| ----------- | ----- | ------ |
| 23 de abril | 17:50 | Final  |

## Resultado final
| Posição           | Atleta                           | Nacionalidade   | Tempo    | Notas                |
| ----------------- | -------------------------------- | --------------- | -------- | -------------------- |
| Medalha de ouro   | Winfred Mutile Yavi              | Bahrein         | 9:46.18  | Recorde da temporada |
| Medalha de prata  | Xu Shuangshuang                  | China           | 9:51.76  | Recorde da temporada |
| Medalha de bronze | Tigest Getent                    | Bahrein         | 9:53.96  |                      |
| 4                 | Uda Khubralage Nilani Rathnayake | Sri Lanka       | 9:58.55  |                      |
| 5                 | Parul Chaudhary                  | Índia           | 10:03.43 | Recorde pessoal      |
| 6                 | Yukari Ishizawa                  | Japão           | 10:06.55 |                      |
| 7                 | Ro Hyo Gyong                     | Coreia do Norte | 10:08.00 | Recorde da temporada |
| 8                 | Nguyễn Thị Ánh                   | Vietname        | 10:08.45 | Recorde da temporada |
| 9                 | Ju Ok Byol                       | Coreia do Norte | 10:11.11 | Recorde pessoal      |
| 10                | Yui Yabuta                       | Japão           | 10:14.00 |                      |
| 11                | Tatyana Neroznak                 | Cazaquistão     | 10:25.56 | Recorde nacional     |
| 12                | Zhang Xinyan                     | China           | 10:44.36 | Recorde da temporada |

Legenda
| Recorde mundial       | Recorde mundial (World record)               |                       | Recorde africano                      | Recorde africano (African) |                                           | Q | Classificado por posição (Qualified) |
| Recorde do campeonato | Recorde do campeonato (Championship record)  | Recorde da América    | Recorde da América (Americas)         | q                          | Classificado por melhor tempo (Qualified) |   |                                      |
| Melhor marca do ano   | Melhor marca do ano (World leading)          | Recorde asiático      | Recorde asiático (Asian)              | DNS                        | Não largou (Did not start)                |   |                                      |
| Recorde nacional      | Recorde nacional (National record)           | Recorde europeu       | Recorde europeu (European)            | DNF                        | Não terminou (Did not finish)             |   |                                      |
| Recorde pessoal       | Recorde pessoal do atleta (Personal best)    | Recorde da Oceania    | Recorde da Oceania (Oceania)          | DSQ / DQ                   | Desclassificado (Disqualified)            |   |                                      |
| Recorde da temporada  | Recorde da temporada do atleta (Season best) | Recorde sul-americano | Recorde sul-americano (South America) | NM                         | Sem marca (No mark)                       |   |                                      |